# 42665 Kristinblock
42665 Kristinblock è un asteroide della fascia principale. Scoperto nel 1998, presenta un'orbita caratterizzata da un semiasse maggiore pari a 2,402308 UA e da un'eccentricità di 0,133903, inclinata di 6,924245° rispetto all'eclittica.